# Freefolk Manor
Freefolk Manor var en civil parish fram till 1932 då den blev en del av Laverstoke, i grevskapet Hampshire, i England. Civil parish var belägen 16 km från Winchester och hade 184 invånare år 1931.